# Покровское муниципальное образование (Саратовская область)
Покровское муниципальное образование — сельское поселение в Вольском районе Саратовской области Российской Федерации.
Административный центр — село Покровка.

## История
Статус и границы сельского поселения установлены Законом Саратовской области от 27 декабря 2004 года № 86-ЗСО «О муниципальных образованиях, входящих в состав Вольского муниципального района».

## Население
| 2010 | 2011 | 2012 | 2013 | 2014 | 2015 | 2016 |
| ---- | ---- | ---- | ---- | ---- | ---- | ---- |
| 726  | ↘723 | ↘698 | ↘666 | ↘648 | ↘633 | ↘614 |
| 2017 | 2018 | 2019 | 2020 | 2021 |      |      |
| ↘606 | ↗607 | ↘588 | ↘574 | ↘538 |      |      |

## Состав сельского поселения
| № | Населённый пункт | Тип населённого пункта       | Население |
| - | ---------------- | ---------------------------- | --------- |
| 1 | Лягоши           | село                         | 21        |
| 2 | Осиновка         | село                         | ↘197      |
| 3 | Покровка         | село, административный центр | ↘384      |
| 4 | Труевая Маза     | село                         | ↘124      |